# Andrei Dmitrijewitsch Uschakow

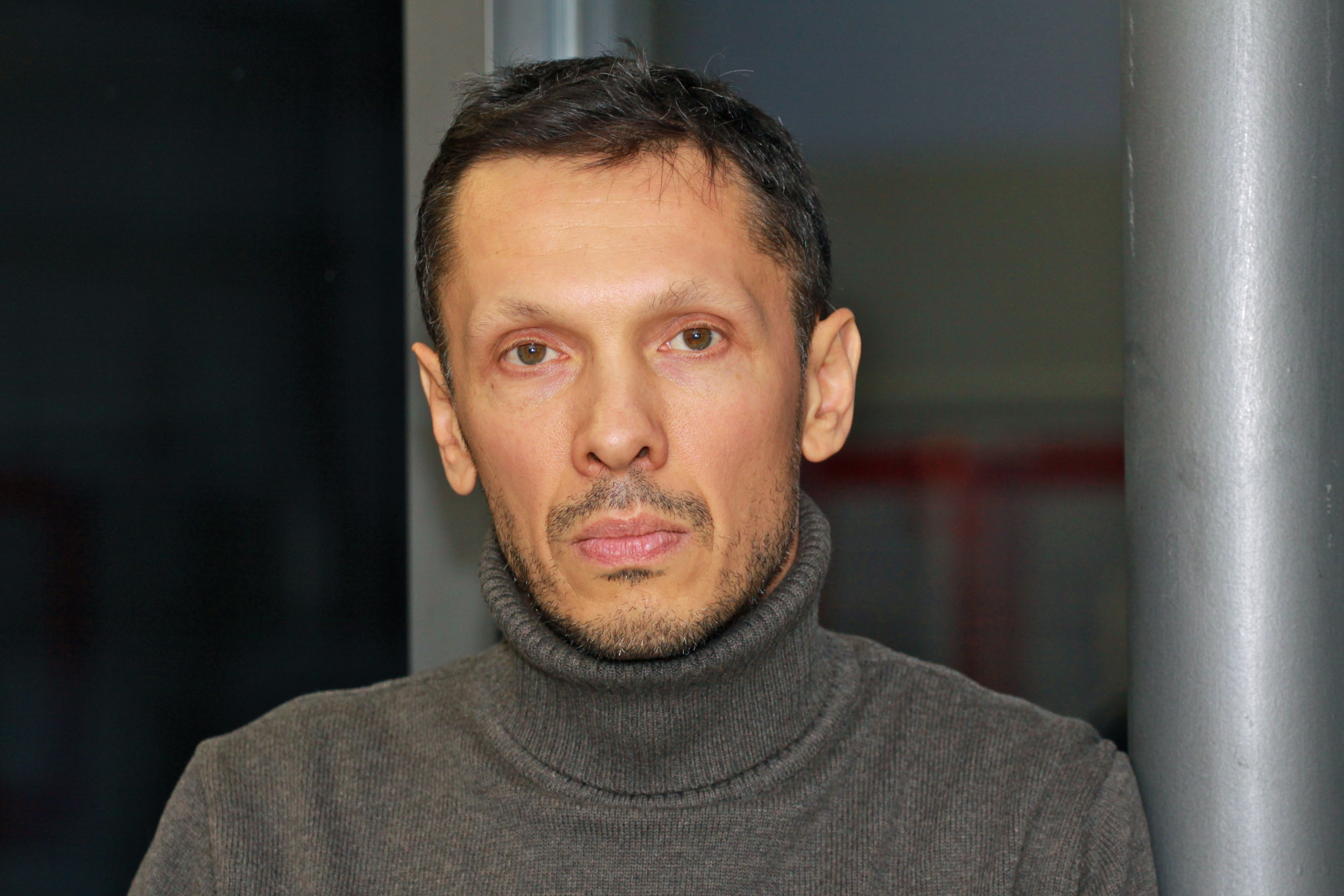
Andrei Uschakow

Andrei Dmitrijewitsch Uschakow (russisch Андрей Дмитриевич Ушаков; * 25. August 1963 in Schymkent) ist ein russischer Trickfilm-Regisseur und -Produzent. Er lebt in Moskau.

## Leben
Uschakow wurde in Schymkent in Kasachstan geboren und ist in verschiedenen ehemaligen Sowjetrepubliken aufgewachsen, von Kasachstan über Belarus bis Odessa in der Ukraine. Er schloss 1995 sein Studium ab am Gerassimow-Institut für Kinematographie WGIK, der staatlichen Filmhochschule in Moskau. Daraufhin absolvierte er ein Aufbaustudium für Animationsfilm an der Filmakademie Baden-Württemberg in Ludwigsburg.
Heute lebt und arbeitet Andrei Uschakow in Moskau. Seit 2008 ist er Dozent an der Animationsabteilung des Gerassimow-Instituts für Kinematographie.
Die Filme Uschakows zeichnen sich aus durch ihre eindringliche visuelle Filmsprache, vor allem seine ersten Filme waren durch Karikatur und Witz geprägt. In den Filmen „About Love and Fly“ und „The Socks of the Big City“ verfeinerte er seinen grafischen Stil und zelebriert die Melancholie des Lebens in einer entfremdeten Gesellschaft.

## Filmografie
- 1989 Опа-на!
- 1992 С добрым утром! (Guten Morgen!), 3 Min.[2], in Folge 24 der sowjetisch-russischen Trickfilmreihe Fröhliches Karussell (russ. Веселая карусель)
- 1995 Про любовь и муху (Über die Liebe und Fliegen)
- 1999 Носки большого города (Socken in der Großstadt), 13 Min.
- 2005 Крылья (Flügel), 27 Min.

## Auszeichnungen
- 1993 Bestes Debüt am МКФ КРОК (Internationales Animationsfilm Festival KROK) für С добрым утром! (Guten Morgen!)
- 1995 Preis des International Film Festival of Animated Film in Annecy für Про любовь и муху (Über die Liebe und Fliegen)
- 1996 Preis des Trickfilmfestival Stuttgart für Про любовь и муху (Über die Liebe und Fliegen)
- 1999 Hauptpreis des Trickfilmfestival Stuttgart für Носки большого города (Socken in der Großstadt)
- 2000 FIPRESCI-Preis an den Internationalen Kurzfilmtagen Oberhausen für Носки большого города (Socken in der Großstadt)
- 2000 Preis „für herausragendes Design und künstlerische Gestaltung“ am nationalen russischen Trickfilmfestival in Tarussa für Носки большого города (Socken in der Großstadt)